# Liogenys macropelma
Liogenys macropelma är en skalbaggsart som beskrevs av Bates 1887. Liogenys macropelma ingår i släktet Liogenys och familjen Melolonthidae. Inga underarter finns listade i Catalogue of Life.